# Ptiloprora
Ptiloprora is een geslacht van zangvogels uit de familie honingeters (Meliphagidae).

## Soorten
Het geslacht kent de volgende soorten:
- Ptiloprora erythropleura – Roodflankhoningeter
- Ptiloprora guisei – Roodrughoningeter
- Ptiloprora mayri – Mayrs honingeter
- Ptiloprora meekiana – Meeks honingeter
- Ptiloprora perstriata – Zwartrughoningeter
- Ptiloprora plumbea – Loodkeelhoningeter